# Richard de Umfraville

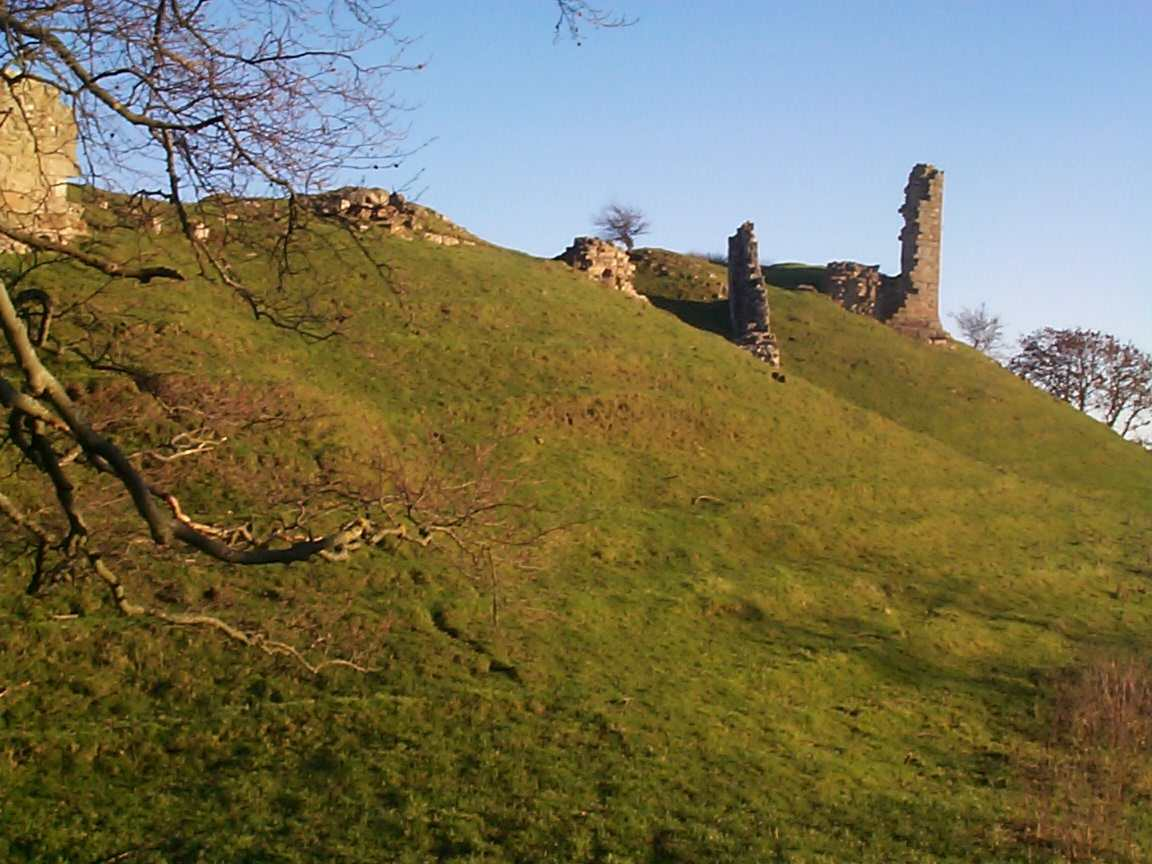
Die Ruinen des von Umfraville ausgebauten Harbottle Castle

Richard de Umfraville (auch Umfreville) († 1226) war ein englischer Adliger.

## Herkunft
Richard de Umfraville entstammte der anglo-schottischen Familie Umfraville. Er war ein jüngerer Sohn von Odinel II de Umfraville und dessen Frau Alice de Lucy. Nach dem Tod seines älteren Bruders Robert, der wohl unverheiratet vor Ende September 1195 starb, erbte er die umfangreiche Besitzungen der Familie in Northumberland, darunter die feudalen Baronien Prudhoe und Redesdale, sowie weitere Güter in Yorkshire, Rutland und Suffolk.

## Leben
Als Nachfolger seines Bruders musste Umfraville dem englischen König Richard I. die stattliche Gebühr von £ 100 zahlen. Diese Summe beinhaltete sowohl die Gebühr für sein Erbe, aber auch eine Strafe, weil Umfraville nicht für den König in der Normandie gekämpft hatte. Umfravilles Hauptinteressen lagen, wie bei seinem Vater Odinel vor allem an  seinen nordenglischen Gütern. Dabei konnte er in einem Prozess gegen Eustace de Vesci, Lord of Alnwick erfolgreich eine einträgliche Vormundschaftsverwaltung einer Herrschaft in Northumberland einklagen. Dennoch wurde er ein politischer Verbündeter von Vesci, als dieser zu einem der Führer des Widerstands gegen die tyrannische Herrschaft von König Johann Ohneland wurde. Umfraville litt wie viele andere nordenglische Barone unter den steigenden Geldforderungen des Königs. Zwischen 1201 und 1205 musste er mindestens 210 Mark Schildgeld an den König zahlen, dazu musste er 1205 weitere 100 Mark zahlen, als er nach dem Tod von Godfrey de Lucy, dem Bruder seiner Mutter, einen Teil von dessen Ländereien erbte. Schon vor dem Ersten Krieg der Barone verdächtigte König Johann Umfraville, dass dieser eventuell gegen ihn rebellieren könnte. Deshalb musste Umfraville am 24. August 1212 Prudhoe Castle dem König übergeben und ihm seine vier Söhne als Geiseln stellen. Im späten Frühjahr 1213 gehörte Umfraville noch dem Heer an, dass der König zur Abwehr einer befürchteten französischen Invasion in Südengland aufgeboten hatte. Im Mai 1215 hatte sich Umfraville dann den Rebellen angeschlossen, die den König schließlich zur Anerkennung der Magna Carta zwangen. Während des Ersten Kriegs der Barone gehörte Umfraville weiter zu den Rebellen, weshalb Johann seine Ländereien an den königstreuen Hugh de Balliol vergab. Nachdem der Krieg der Barone durch den Frieden von Lambeth 1217 beendet worden war, unterwarf sich Umfraville vor dem 26. Oktober 1217 dem Regentschaftsrat, der für den neuen, minderjährigen König Heinrich III. die Regierung führte. Vor dem 3. November 1217 erhielt er deshalb Prudhoe Castle zurück. In der Folge kam es jedoch zwischen Umfraville und Philip of Oldcoates, der während des Bürgerkriegs auf der Seite des Königs gekämpft hatte, zu einem langwierigen, erbitterten Streit. Im Juli 1218 beschuldigte Umfraville Oldcoates, dass dieser zum Nachteil von Prudhoe bei Nafferton eine Burg errichtet hätte. Oldcoates dagegen warf Umfraville vor, entgegen dem Verbot der Regierung seine andere Burg, Harbottle Castle ausgebaut zu haben. Am 15. Juli 1220 wies die Regierung Umfraville an, den Ausbau wieder rückgängig zu machen. Umfraville wandte sich darauf an den Justiciar Hubert de Burgh und erklärte, dass Harbottle für die Verteidigung von Nordengland gegen schottische Angriffe große Bedeutung hätte. Letztendlich wurde die Anordnung, Harbottle zu schleifen, wieder rückgängig gemacht. In seinen letzten Jahren war Umfraville ein loyaler Vasall der Regierung, der 1224 an der Belagerung des von Rebellen gehaltenen Bedford Castle teilnahm.

## Stiftungen und Erbe
Umfraville stiftete dem Erzbistum York, mit dem er sich zuvor heftig um die Herrschaft Hexham gestritten hatte, das Dorf und die Kirche von Thockrington. Dazu tätigte er Stiftungen zugunsten von Hexham Abbey und von Newminster. Der Name seiner Frau, mit der er mindestens vier Söhne und zwei Töchter hatte, ist unbekannt. Sein Erbe wurde sein ältester Sohn Gilbert de Umfraville.